# Claudio Licciardello
Claudio Domenico Licciardello (ur. 11 stycznia 1986 w  Katanii) – włoski sprinter, złoty medalista Halowych Mistrzostw Europy w Lekkoatletyce w Turynie w 2009 w sztafecie 4 x 400 metrów i srebrny medalista na dystansie 400 m. Olimpijczyk.

## Rekordy życiowe
- Bieg na 200 metrów – 20,95 (2012)
- Bieg na 400 metrów – 45,25 (2008)
- Bieg na 400 metrów (hala) – 46,03 (2009)